# Matteo d'Acquasparta
Matteo d'Acquasparta, O.F.M. (Acquasparta, 1237 – Roma, 28 de outubro de 1302) foi um frei, escritor, teólogo e cardeal lombardo da Igreja Católica, que foi Penitenciário-Mor e, antes, Ministro-geral da Ordem dos Frades Menores.

## Biografia

### Família, educação e início da vida religiosa
Da nobre família Bentivegni, senhores de Acquasparta, era irmão do cardeal Bentivegna de Bentivegni, O.F.M. (1278).
Entrou na Ordem dos Frades Menores no convento de San Fortunato, de Todi, por volta de 1260. Fez seus estudos iniciais em um studium provincial e suas grandes habilidades intelectuais levaram seus superiores a enviá-lo para completar seus estudos de teologia em Paris, onde rapidamente alcançou o posto de "baccalaureus biblico" (1268-69 ou 1269-70) e "baccalareus sententiarum" (1270-71 ou 1271-72). Durante seus anos parisienses, ele deve ter tido a oportunidade de ouvir os ensinamentos de Boaventura de Bagnoregio. Ele deveria ter obtido o título de magister em 1276. No entanto, é difícil reconstruir os primeiros anos de sua vida universitária: ele certamente ensinou tanto em Paris quanto em Bolonha – como fica claro em uma passagem de seu Commentarius in libros sententiarum – embora não haja acordo entre os estudiosos sobre a cronologia de suas posições no magistério.
Eleito 12.º Ministro-geral de sua ordem no Capítulo Geral celebrado em Montpellier em maio de 1287, reformou os estatutos do Studium General de Paris e condenou um escrito do provincial franciscano da França, Nocila de Ghistele, contra o definição da regra da ordem "Exiit, qui seminat" dada pelo Papa Nicolau III em 14 de agosto de 1279. Ele foi benevolente com os Spirituali e reabilitou Pietro di Giovanni Olivi e deu a liberdade a Giovanni da Parma, que havia sido relegado a Greccio.

### Cardinalato
Foi criado cardeal pelo Papa Nicolau IV no seu único Consistório de criação de cardeais em 16 de maio de 1288, recebendo o título de cardeal-presbítero de São Lourenço em Dâmaso, mantendo o governo da ordem, por decisão papal, até o capítulo geral de Rieti, em maio de 1289.
Em 1289, após deixar de ser o Ministro-geral da Ordem franciscana, foi nomeado como Penitenciário-Mor. Nesta nova posição,teve a oportunidade de conhecer em profundidade alguns dos problemas da Igreja e da sociedade de seu tempo. De fato, questões como causas matrimoniais foram deixadas à sua decisão, especialmente no caso de uniões contraídas ou a serem contraídas na presença de laços familiares muito próximos, dispensas concedidas ao clero e absolvição de censuras eclesiásticas. Ele achava que muitos prelados negligenciaram a pregação ou, pior ainda, não buscaram o aprimoramento moral de seus ouvintes com suas palavras, mas apenas queriam apaziguar sua própria ambição. Além disso, muitas vezes, príncipes e prelados, em vez de representar, com seu comportamento, exemplos virtuosos, escandalizaram o povo, distanciando-o definitivamente do caminho certo. Por sua retidão, em 1289, Nicolau IV confiou-lhe a preparação da reforma da Ordem de Cluny.
Em 1291, passa para a ordem dos cardeais-bispos, optando pela sé suburbicária de Porto e Santa Rufina, provavelmente recebendo a ordenação episcopal nessa mesma época. Durante a vacância papal após a morte de Nicolau IV , foi encarregado pelo Colégio dos Cardeais de organizar a defesa de Stroncone, um pequeno castrum atacado por Narni com sucesso, forçando Narni a jurar paz em Terni, em 17 de julho de 1293.
Quando, em 1297, os Colonna se rebelaram contra o Papa Bonifácio VIII, denunciando publicamente sua eleição como inválida, imediatamente ficou do lado do pontífice. Sua proximidade com o Papa é demonstrada pelo fato de que Bonifácio VIII o encarregou de proferir o sermão solene por ocasião da canonização de Luís IX (Orvieto, 11 de julho de 1297). Sua lealdade ao pontífice e sua atitude resoluta anti-Colonna são comprovadas pelo fato de que, quando o Papa tirou do cardeal rebelde Giacomo Colonna do cargo de protetor do mosteiro das Clarissas de San Silvestro in Capite, foi ele quem o substituiu (11 de dezembro de 1297).
Foi, por parte do papa, um ato de profundo significado político, dado que a comunidade de San Silvestro se originou do grupo de mulheres piedosas fundado por Margherita (falecida em 1280), irmã de Giacomo Colonna, e que outra Colonna – Giovanna – era então a abadessa. Bonifácio VIII também a depôs para substituí-la por uma superiora não ligada à família que ele agora considerava sua inimiga.
Na abertura do ano jubilar de 1300, e mesmo antes da proclamação oficial, deu um famoso sermão em São João de Latrão, no qual defendeu a plenitudo potestatis papal nos campos espiritual e temporal. Na primavera de 1300, ele foi enviado à Toscana, para negociar a paz entre os guelfos e gibelinos. Não tendo obtido resultados, ele deixou Florença depois de quatro meses para examinar mais de perto os assuntos da Romagna, da qual havia sido nomeado reitor em 19 de julho. Ele ainda estava na Romagna quando, em dezembro de 1301, recebeu ordens do papa para retornar a Florença, onde, nesse ínterim, Carlos de Valois, irmão de Filipe, o Belo, havia intervindo a pedido de Bonifácio VIII. Os resultados alcançados pelo trabalho de pacificação foram escassos, que na prática se limitou à conclusão de algumas alianças matrimoniais entre famílias pertencentes às facções opostas. Muito mais incisiva foi a intervenção de Carlos de Valois, que levou ao triunfo dos negri e à derrota dos brancos; foi nessa ocasião que Dante Alighieri, membro dos brancos, foi exilado de sua cidade.

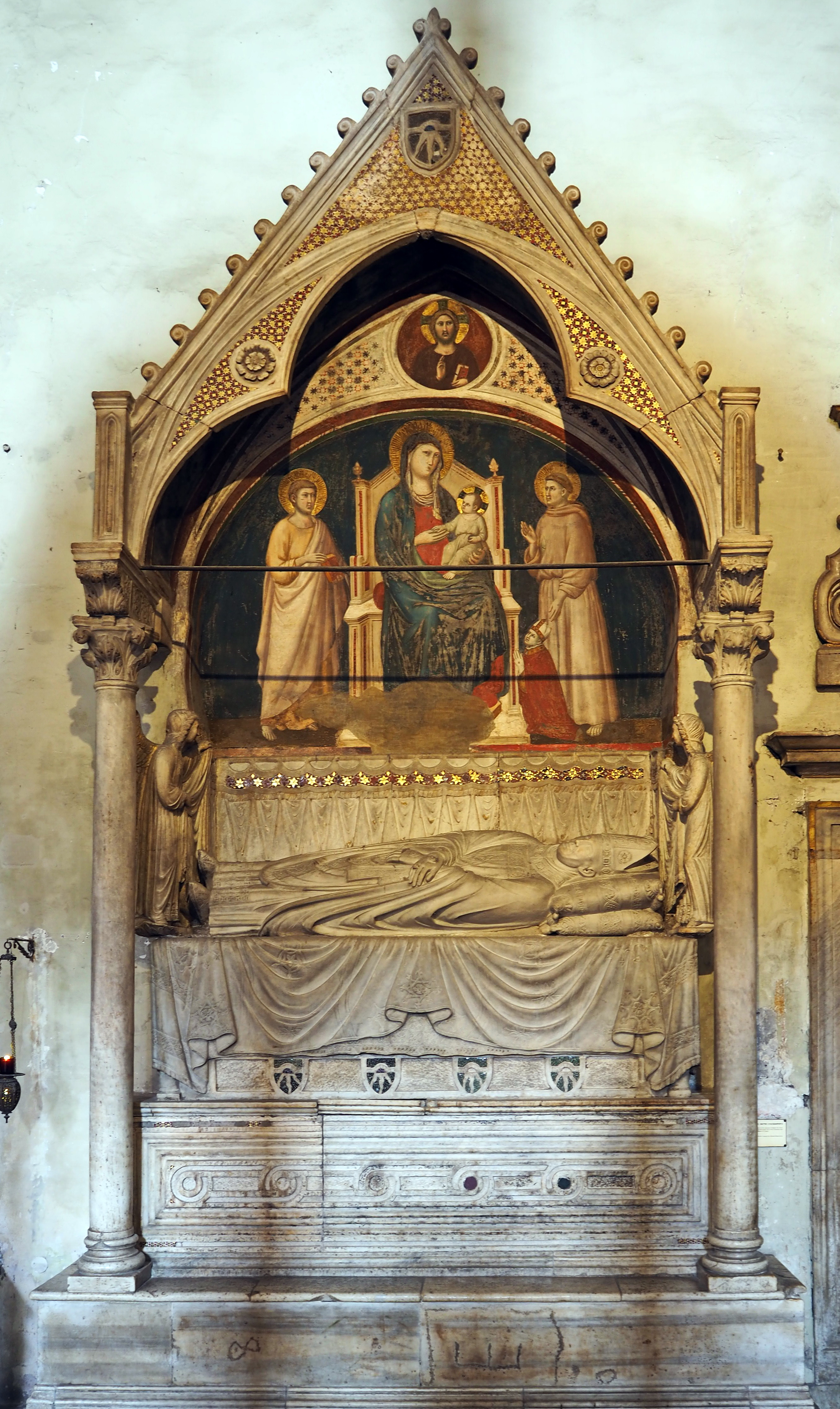
Monumento fúnebre do Cardeal d'Acquasparta na Basílica de Santa Maria em Aracoeli.

Nesse ínterim, o conflito entre Filipe, o Belo, e Bonifácio VIII explodiu. Em 10 de abril de 1302, o rei da França convocou os Estados Gerais, para responder às bulas que o pontífice lhe havia enviado, e nas quais ele havia reafirmado seu poder em assuntos - como questões tributárias e jurisdicionais - que o soberano francês acreditava serem de sua total competência, mesmo quando membros do clero eram questionados. Em 24 de junho de 1302, foi encarregado de proferir o sermão De potestate papae na presença dos legados franceses. Naquela ocasião, ele retomou o tema do plenitudo potestatis papal, usando fórmulas e argumentos muito semelhantes aos usados na bula Unam sanctam, na redação da qual deve ter colaborado.
Morreu em Roma, em 28 ou 29 de outubro de 1302, sendo enterrado no transepto esquerdo da Basílica de Santa Maria em Aracoeli.

### Conclaves
- Eleição papal de 1292–1294 - participou da eleição do Papa Celestino V
- Conclave de 1294 - participou da eleição do Papa Bonifácio VIII

### Obras
- Quaestiones disputatae selectae, tomus 1, Quaestiones de fide et de cognitione, Ad Claras Aquas (Quaracchi), 1903 (disponível on line)
- Quaestiones disputatae selectae, tomus 2, Quaestiones de Christo, Ad Claras Aquas (Quaracchi), 1914 (disponível on line)
- Quaestiones disputatae de gratia, éd. Victorin Doucet, Quaracchi (Florence), 1935 (Biblioteca franciscana Scholastica medii aevi, 11).
- Quaestiones disputatae de fide et de cognitione, éd. PP. Collegium S. Bonaventurae, Quaracchi (Florence), 1957 (Biblioteca franciscana Scholastica medii aevi, 1).
- Quaestiones disputatae de productione rerum et de providentia, éd. Gideon Gàl, Quaracchi (Florence), 1956 (Biblioteca franciscana Scholastica medii aevi, 17).
- Quaestiones disputatae de incarnatione et de lapsu aliaeque selectae de Christo et de Eucharistia, éd. PP. Collegium S. Bonaventurae, Quaracchi (Florence), 2ª éd., 1957 (Biblioteca franciscana Scholastica medii aevi, 2).
- Quaestiones disputatae de anima XII, éd. A.-J. Gondras, Paris, Vrin, 1961 (Estudos de filosofia medieval, 50).
- Quaestiones disputatae de anima separata, de anima beata, de ieiunio et de legibus, éd. PP. Collegium S. Bonaventurae, Quaracchi (Florence), 1959 (Biblioteca franciscana Scholastica medii aevi, 18).
- Sermones de S. Francisco, de S. Antonio et de S. Clara. Appendix: Sermo de potestate papae, éd. Gedeon Gàl, Quaracchi (Florence), 1962 (Biblioteca franciscana Scholastica medii aevi, 10).